# Metachroma luridum
Metachroma luridum är en skalbaggsart som först beskrevs av Olivier 1808.  Metachroma luridum ingår i släktet Metachroma och familjen bladbaggar. Inga underarter finns listade i Catalogue of Life.